# 해나 윌킨슨
해나 릴리언 윌킨슨(영어: Hannah Lilian Wilkinson, 1992년 5월 28일~)은 뉴질랜드의 축구 선수로 포지션은 스트라이커이다. 최근에 A리그 위민의 멜버른 시티 소속으로 뛰었으며 뉴질랜드 여자 대표팀 소속으로 활동하고 있다.

## 국가대표팀 경력
2023년 FIFA 여자 월드컵 A조 1차전 노르웨이와 경기에서 골을 넣어 뉴질랜드 월드컵 본선 사상 첫 승리에 공헌하였다.